# Lagoa Pinguela
Lagoa Pinguela é uma lagoa brasileira localizada no estado do Rio Grande do Sul.